# Smithia laxiflora
Smithia laxiflora är en ärtväxtart som beskrevs av Robert Wight och George Arnott Walker Arnott. Smithia laxiflora ingår i släktet Smithia och familjen ärtväxter. Inga underarter finns listade i Catalogue of Life.